# Tracker (televisieserie)
Tracker is een Amerikaanse televisieserie met in de hoofdrol Justin Hartley. De serie is gebaseerd de roman "The Never Game" uit 2019 van Jeffery Deaver en wordt sinds 2024 uitgezonden door het Amerikaanse televisiestation CBS. Er zijn reeds twee seizoenen geproduceerd, een derde seizoen is in de maak.

## Verhaal
Colter Shaw is een bekwame prepper en speurder (Engels: tracker) die zijn brood verdient door politie en burgers te helpen bij het oplossen van misdaden en het opsporen van vermiste personen, in ruil voor een fikse vergoeding. Daarbij kan Shaw rekenen op de hulp van het echtpaar Teddi en Velma Bruin die achtergrondonderzoek voor hem doen, hacker Bobby Exley en advocate Reenie Greene.

## Rolverdeling
| Acteur         | Personage      | S1 | S2 |
| -------------- | -------------- | -- | -- |
| Justin Hartley | Colter Shaw    | 13 | 20 |
| Abby McEnany   | Velma Bruin    | 12 | 19 |
| Fiona Rene     | Reenie Greene  | 8  | 16 |
| Eric Graise    | Bobby Exley    | 7  | 14 |
| Robin Weigert  | Teddi Bruin    | 13 |    |
| Chris Lee      | Randy          |    | 10 |
| Floriana Lima  | Camille Picket |    | 3  |
| Pej Vahdat     | Leonard Sharf  |    | 3  |

Legenda
 = Hoofdrol
 = Bijrol
 = Geen rol

## Afleveringen
Het eerste seizoen bestaat uit 13 afleveringen en werd door CBS uitgezonden van 11 februari tot en met 19 mei 2024. Het tweede seizoen, bestaande uit 20 afleveringen, werd uitgezonden van 13 oktober 2024 tot en met 11 mei 2025. Het derde seizoen zal van start gaan op 19 oktober 2025.